# Tylomys
A Tylomys vagy liánpatkány az emlősök (Mammalia) osztályának rágcsálók (Rodentia) rendjébe, ezen belül a hörcsögfélék (Cricetidae) családjába tartozó nem.

## Rendszerezés
A nembe az alábbi 7 faj tartozik:
- chiapasi liánpatkány (Tylomys bullaris) Merriam, 1901
- Tylomys fulviventer Anthony, 1916
- Tylomys mirae Thomas, 1899
- csupaszfarkú liánpatkány (Tylomys nudicaudus) Peters, 1866 – típusfaj
- panamai liánpatkány (Tylomys panamensis) Gray, 1873
- Tumbala-liánpatkány (Tylomys tumbalensis) Merriam, 1901
- Watson-liánpatkány (Tylomys watsoni) Thomas, 1899